# Pisa Calcio 2006-2007
Questa pagina raccoglie i dati riguardanti il Pisa Calcio nelle competizioni ufficiali della stagione 2006-2007.

## Stagione
Nella stagione 2006-2007 il Pisa disputa il girone A della Serie C1. Il presidente Leonardo Covarelli, dopo la tribolata salvezza dell'anno precedente, dà mandato al direttore sportivo Gianluca Petrachi di costruire una rosa profondamente rinnovata, e affida la panchina al tecnico toscano Piero Braglia. L'obiettivo dichiarato è l'accesso ai play-off. Dopo aver iniziato la stagione con tre pareggi consecutivi a reti bianche, in autunno la formazione nerazzurra ingrana un passo di marcia che la colloca stabilmente in zona play-off, nonostante un attacco abbastanza sterile ma grazie ad una difesa quasi impenetrabile. Nel mercato di riparazione di gennaio la società ingaggia diversi giovani di belle speranze (come Daniele Buzzegoli, Emanuele D'Anna e Fabio Ceravolo) che fanno fare un ulteriore salto di qualità alla formazione nerazzurra.
Nel mese di febbraio la squadra raggiunge la prima posizione e in seguito rimarrà comunque sempre nelle prime tre posizioni. All'ultima giornata il Pisa potrebbe vincere il campionato in caso di vittoria a Venezia e dei contemporanei insuccessi delle dirette rivali Sassuolo e Grosseto. Tuttavia Sassuolo e Grosseto vincono, e la formazione nerazzurra incappa in una sconfitta (1-0) che la fa chiudere al terzo posto, costringendola a disputare i play-off. 
In semifinale il Pisa si trova di fronte di nuovo il Venezia, e stavolta non si fa trovare impreparato: (1-1) in terra veneta e poi (3-1) in rimonta al ritorno in Toscana. La finale per l'accesso alla Serie B vede i nerazzurri contro il Monza: la squadra brianzola vince (1-0) la partita di andata. Al ritorno al Pisa serve una vittoria a tutti i costi, e questa arriva: (1-0) alla fine dei tempi regolamentari che diventa (2-0) nei supplementari. Il Pisa torna così in Serie B dopo 13 anni.

## Risultati

### Serie C1

#### Girone di andata
| Pizzighettone 3 settembre 2006 1ª giornata | Pizzighettone | 0 – 0 | Pisa | Stadio Comunale\| Arbitro: \| Bo (Genova) \| |
| Arbitro:                                   | Bo (Genova)   |       |      |                                              |

| Pisa 10 settembre 2006 2ª giornata | Pisa                 | 0 – 0 | Grosseto | Stadio Arena Garibaldi\| Arbitro: \| Palazzino (Ciampino) \| |
| Arbitro:                           | Palazzino (Ciampino) |       |          |                                                              |

| Sassuolo 17 settembre 2006 3ª giornata | Sassuolo           | 0 – 0 | Pisa | Stadio Enzo Ricci\| Arbitro: \| Morabito (Messina) \| |
| Arbitro:                               | Morabito (Messina) |       |      |                                                       |

| Arbitro: | Scoditti (Bologna) |

|              |           |  |
| Ferrigno 50’ | Marcatori |  |

| Massa 1º ottobre 2006 5ª giornata | Massese            | 0 – 0 | Pisa | Stadio degli Oliveti\| Arbitro: \| Calvarese (Teramo) \| |
| Arbitro:                          | Calvarese (Teramo) |       |      |                                                          |

| Arbitro: | Gallione (Alessandria) |

|                   |           |  |
| Baggio 54’ (rig.) | Marcatori |  |

| Arbitro: | Ferrandini (Sondrio) |

|            |           |  |
| Parolo 54’ | Marcatori |  |

| Arbitro: | Vivenzi (Brescia) |

|            |           |           |
| Baggio 45’ | Marcatori | 6’ Brizzi |

| Arbitro: | Baratta (Salerno) |

|  |           |            |
|  | Marcatori | 26’ Baggio |

| Arbitro: | Pizzi (Saronno) |

|              |           |               |
| Chiarini 15’ | Marcatori | 4’ De Gasperi |

| Sesto San Giovanni 11 novembre 2006 11ª giornata | Pro Sesto           | 0 – 0 | Pisa | Stadio Ernesto Breda\| Arbitro: \| Mannella (Avezzano) \| |
| Arbitro:                                         | Mannella (Avezzano) |       |      |                                                           |

| Monza 19 novembre 2006 12ª giornata | Monza                | 0 – 0 | Pisa | Stadio Brianteo\| Arbitro: \| Cavarretta (Trapani) \| |
| Arbitro:                            | Cavarretta (Trapani) |       |      |                                                       |

| Arbitro: | Barletta (Bernalda) |

|                            |           |                |
| Braiati 45+1’ Biancone 58’ | Marcatori | 24’ Quaresmini |

| Arbitro: | Stallone (Foggia) |

|             |           |              |
| Pintori 80’ | Marcatori | 58’ Ferrigno |

| Arbitro: | Giancola (Vasto) |

|             |           |  |
| Ciotola 52’ | Marcatori |  |

| Arbitro: | C. Russo (Nola) |

|  |           |                     |
|  | Marcatori | 15’ (rig.) Biancone |

| Pisa 23 dicembre 2006 17ª giornata | Pisa                  | 0 – 0 | Venezia | Stadio Arena Garibaldi\| Arbitro: \| Tozzi (Lido di Ostia) \| |
| Arbitro:                           | Tozzi (Lido di Ostia) |       |         |                                                               |

#### Girone di ritorno
| Arbitro: | La Mura (Nocera Inferiore) |

|                                                |           |  |
| Baggio 41’ (rig.), 45’ Ferrigno 84’ Ciullo 88’ | Marcatori |  |

| Arbitro: | Tommasi (Bassano del Grappa) |

|                                |           |  |
| Zizzari 35’ Cipolla 47’ (rig.) | Marcatori |  |

| Arbitro: | Barletta (Bernalda) |

|              |           |  |
| Ferrigno 78’ | Marcatori |  |

| Lucca 4 febbraio 2007 21ª giornata | Lucchese        | 0 – 0 | Pisa | Stadio Porta Elisa\| Arbitro: \| C. Russo (Nola) \| |
| Arbitro:                           | C. Russo (Nola) |       |      |                                                     |

| Arbitro: | La Rocca (Ercolano) |

|                          |           |                    |
| Ferrigno 10’ Braiati 12’ | Marcatori | 50’ (rig.) Musetti |

| Arbitro: | Cavarretta (Trapani) |

|                  |           |           |
| Zecchin 10’, 35’ | Marcatori | 6’ D'Anna |

| Arbitro: | Barbirati (Ferrara) |

|                          |           |              |
| Biancone 8’ Raimondi 24’ | Marcatori | 21’ D'Isanto |

| Arbitro: | Calvarese (Teramo) |

|                |           |                     |
| Dall'Acqua 20’ | Marcatori | 80’ (aut.) Bonfanti |

| Arbitro: | Bagalini (Fermo) |

|  |           |                 |
|  | Marcatori | 71’ L. Vitiello |

| Arbitro: | Barletta (Bernalda) |

|  |           |              |
|  | Marcatori | 39’ Ferrigno |

| Arbitro: | Lioce (Molfetta) |

|                          |           |  |
| Raimondi 29’ Ciotola 40’ | Marcatori |  |

| Arbitro: | Palazzino (Ciampino) |

|                            |           |                         |
| Ciotola 38’ Ferrigno 90+2’ | Marcatori | 1’, 58’ (rig.) Iacopino |

| Arbitro: | Barbirati (Ferrara) |

|  |           |              |
|  | Marcatori | 60’ Biancone |

| Arbitro: | Baratta (Salerno) |

|                 |           |  |
| Buzzegoli 90+5’ | Marcatori |  |

| Arbitro: | Scoditti (Bologna) |

|                                      |           |                          |
| Temelin 39’, 41’, 60’ Tramezzani 84’ | Marcatori | 10’ (rig.), 29’ Biancone |

| Arbitro: | Passeri (Gubbio) |

|                           |           |  |
| Ferrigno 21’ Biancone 64’ | Marcatori |  |

| Arbitro: | Calvarese (Teramo) |

|               |           |  |
| Romondini 64’ | Marcatori |  |

### Play-off
| Arbitro: | C. Russo (Nola) |

|             |           |              |
| M. Moro 48’ | Marcatori | 88’ Ceravolo |

| Arbitro: | Barletta (Bernalda) |

|                                       |           |             |
| Ceravolo 25’ Biancone 67’ Braiati 72’ | Marcatori | 23’ M. Moro |

| Arbitro: | C. Russo |

|                    |           |  |
| Fabiano 74’ (rig.) | Marcatori |  |

| Arbitro: | Valeri (Roma) |

|                           |           |  |
| Ceravolo 39’ Ciotola 118’ | Marcatori |  |

### Coppa Italia di Serie C

#### Girone F
| Rieti 23 agosto 2006 1ª giornata | Rieti               | 0 – 0 | Pisa | Stadio Centro d'Italia\| Arbitro: \| La Rocca (Ercolano) \| |
| Arbitro:                         | La Rocca (Ercolano) |       |      |                                                             |

| 27 agosto 2006 2ª giornata |  | – Turno di riposo Pisa |  |  |

| Arbitro: | Valentini (Città di Castello) |

|             |           |             |
| Movilli 22’ | Marcatori | 71’ Collini |

| Arbitro: | Liotta (Caltanissetta) |

|              |           |                             |
| Machetti 55’ | Marcatori | 13’ Biancone 45+1’ Ferrigno |

| Arbitro: | Pecorelli (Arezzo) |

|                         |           |  |
| Baggio 30’ Raimondi 42’ | Marcatori |  |

#### Secondo Turno
| Arbitro: | Pecorelli (Arezzo) |

|                                                |           |  |
| Diamanti 24’, 56’, 89’ Ouchene 69’ Lorenzi 80’ | Marcatori |  |

| Arbitro: | Cuscito (Firenze) |

|              |           |  |
| Biancone 83’ | Marcatori |  |